# Sterrhochaeta curvifera
Sterrhochaeta curvifera là một loài bướm đêm trong họ Geometridae.